# Ясачная
Яса́чная (в верховье — Правая Ясачная; якут. Дьаһаак) — река в Магаданской области и Якутии, левый приток Колымы.

## Общие сведения
В Магаданской области протекает по территории Ягоднинского и Сусуманского районов, в Якутии — в Верхнеколымском улусе. Длина — 441 км (от истока Правой Ясачной — 490 км). Берёт своё начало от слияния Левой и Правой Ясачной на восточных отрогах хребта Черского. Площадь водосборного бассейна — 35 900 км². После выхода из гор течёт по Колымской низменности, в низовьях разбивается на рукава. Питание снеговое и дождевое. Замерзает в октябре, вскрывается в конце мая — начале июня. Основные притоки слева: Омулёвка, Олгуя, Рассоха, Гонюха. В устье — пгт. Зырянка.

## Гидрология
Среднегодовой расход воды в районе села Нелемное (80 км от устья) составляет 329 м³/с.
| Средний расход воды (м³/с) реки Ясачной по месяцам с 1972 по 1988 гг. (замеры производились на гидрологическом посту в районе с. Нелемное, в 80 км от устья) |

## Данные водного реестра
По данным государственного водного реестра России и геоинформационной системы водохозяйственного районирования территории РФ, подготовленной Федеральным агентством водных ресурсов:
- Бассейновый округ — Анадыро-Колымский
- Речной бассейн — Колыма;
- Речной подбассейн — Колыма до впадения Омолона;
- Водохозяйственный участок — Колыма от водомерного поста гидрометеорологической станции Коркодон до водомерного поста города Среднеколымска.